# Jaime Sarroca
Jaime Sarroca(¿-? - Poblet, 1289), Obispo de Huesca. Hijo ilegítimo de Jaime I el Conquistador y de Elvira Sarroca. 

## Orígenes familiares
Hijo de Jaime I el Conquistador y de una dama conocida como Elvira Sarroca, que dio dos hijos ilegítimos al rey. Era hermano de Pedro Sarroca, llamado Pedro del Rey. Por parte paterna era nieto de Pedro II el Católico, rey de Aragón, y de la reina María de Montpellier.

## Biografía
Se crio en la corte real. En el año 1260 fue nombrado rector de la Iglesia de Albalate de Cinca, y siete años después, en 1267, fue nombrado canónigo-sacristán de la Seo de Lérida, y a su cargo quedaron adscritas las rentas derivadas de la Iglesia de Albalate de Cinca. En 1269 participó, con una galera propia, en una fallida expedición a Tierra Santa. En el año 1273 fue consagrado como Obispo de Huesca, y dejó el cargo de canónigo-sacristán a su hermano, Pedro del Rey.
En el año 1274 fue uno de los signatarios del codicilo del testamento de Jaime I el Conquistador, a quien acompañó desde Játiva hasta Valencia, y del que fue consejero. En dicho testamento, el rey le rogaba a su hijo que cuidara y protegiera a su hermano, Pedro del Rey, hijo asimismo del monarca y de Elvira Sarroca.
A la muerte de su padre, Jaime I, su hermanastro el infante Pedro, ahora rey con el nombre de Pedro III el Grande, le acusó de retener objetos del difunto y le confiscó sus bienes. También se enemistó en esa época con el Justicia Mayor de Aragón, Pedro Martínez de Artasona, aunque ya antes en el 1276 tuvieron conflictos cuando Pedro Martínez de Artasona era rector de la iglesia de Estadilla y había retenido indebidamente dinero destinado para la catedral de Barbastro, aunque también tuvo serios conflictos con el futuro obispo de Huesca Martín López de Azlor, quien se llegó a levantar en armas contra el obispo e invadir el palacio episcopal.
En el año 1285, durante la guerra contra la Corona de Aragón, volvió a gozar del favor del rey, su hermanastro, y que conservaría hasta la muerte de Pedro III. En el año 1286 coronó en Zaragoza al nuevo rey, su sobrino, Alfonso III el Liberal, hijo de su hermanastro Pedro III.

## Sepultura de Jaime Sarroca
A su muerte, ocurrida en el año 1289, el Obispo de Lérida Jaime Sarroca recibió sepultura en la Capilla del Santo Sepulcro del Monasterio de Poblet, en el que había fallecido. El sepulcro de Jaime Sarroca, tal como se describe en la Guía turística de Poblet (1848), era de alabastro, y descansaba apoyado sobre seis columnas. En su cubierta se hallaba una estatua yacente, representando al difunto, que aparecía revestido con sus vestimentas episcopales y estaba tallado todo el conjunto con bellos y delicados relieves.